# Анація
Анація (рос. анация, англ. anation) — у хімічних реакціях — заміщення незарядженого ліганда" (наприклад, Н2О) у комплексі на ліганд-аніон (наприклад, Cl-).
Термін утворено скороченням англійського слова anionation — аніонування.

## Приклад
Прикладом є перетворення аквакомплексу [Co(NH3)5(H2O)]3+ з бромідом з отриманням бромідного комплексу пентамінекобальту (III):
[Co(NH3)5(H2O)]3+  +  Br−   →   [Co(NH3)5Br]2+  +  H2O
Механізм таких реакцій часто викликає іонне спарювання вхідного аніона у друга координаційна сфера з подальшою дисоціацією водного ліганду.